# Batalha de Slivnitsa

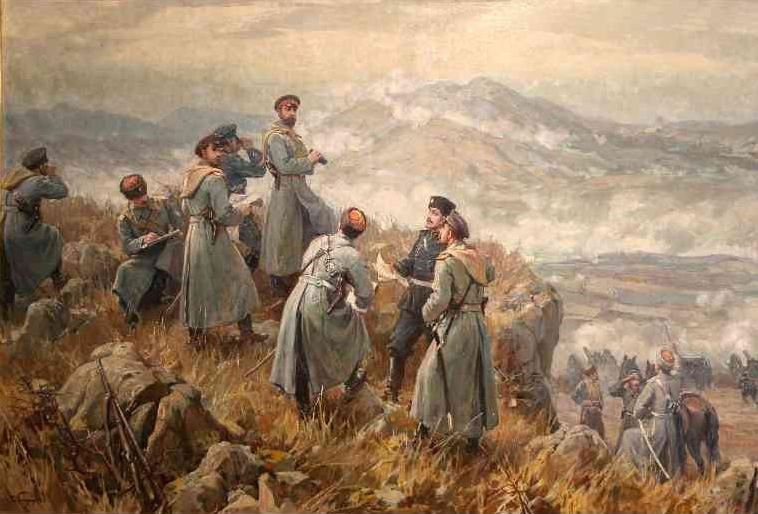
Batalha de Slivnitsa

A Batalha de Slivnitsa (búlgaro: Битка при Сливница, sérvio: Битка на Сливници) foi uma vitória do exército búlgaro sobre os sérvios em 17-19 de novembro de 1885 na Guerra Servo-Búlgara. Solidificou a unificação entre o Reino da Bulgária e a Rumélia Oriental.

## Antecedentes
A conclusão da Guerra Russo-Turca (1877-1878) e do Congresso de Berlim em 1878 deixou a Bulgária dividida em duas seções. A área ao norte das montanhas dos Balcãs e Sófia tornou-se um principado autônomo. A Rumélia Oriental, entre os Balcãs e as montanhas Rhodope, ganhou status semiautônomo com um governador cristão nomeado pelos otomanos.
A Assembleia búlgara escolheu o príncipe Alexander Battenberg como seu governante e continuou a pressionar pela reunificação de seu país. Mudanças políticas em 1883 causaram um esfriamento nas relações entre a Bulgária e sua protetora Rússia, que agora se opunha à reunificação.
Em setembro de 1885, uma rebelião eclodiu na Rumélia Oriental. Alexandre foi colocado em uma posição difícil. Oposição russa se ele apoiasse a revolta, ou a perda de seu trono, a menos que ele mantivesse a liderança do movimento nacional búlgaro. Ele decidiu manter seu trono. Em resposta, os russos convocaram todos os seus oficiais, o que deixou o exército búlgaro praticamente sem liderança acima da patente de capitão.
O exército búlgaro concentrou suas forças limitadas na Rumélia Oriental, esperando um ataque otomano que nunca se concretizou. A ameaça real veio do oeste, na forma da Sérvia do rei Milan. A unificação búlgara perturbou o equilíbrio de poder nos Balcãs e Milan exigiu compensações.

## Os Exércitos
O exército de campo búlgaro em 1885 consistia em pouco menos de 30 000 homens organizados em 8 regimentos de infantaria de três batalhões (700 homens cada), 9 esquadrões de cavalaria e 12 baterias de oito canhões. Além disso, a primeira linha da milícia da Rumélia Oriental havia sido mobilizada, consistindo em 12 batalhões de infantaria, 2 esquadrões de cavalaria e 4 canhões. Durante a guerra, a segunda proibição da milícia da Rumélia Oriental foi mobilizada (12 batalhões), juntamente com a segunda proibição búlgara (8 batalhões) e até 20 batalhões voluntários, 3 batalhões macedônios e cerca de 6 000 voluntários muçulmanos. O exército estava carente de oficiais superiores.
Confiante em uma vitória fácil e, em certa medida, reconhecendo que a guerra não era popular na Sérvia, Milan apenas mobilizou o exército ativo (primeira proibição). Isso deu um exército de campo de 5 divisões consistindo de 80 batalhões (700 homens cada), 21 esquadrões de cavalaria e 46 baterias: um total de 70 000 homens e 264 canhões. Na verdade, apenas 49 batalhões e 23 baterias estavam prontos para a invasão, o restante, juntamente com elementos da segunda proibição, só ficou disponível na última etapa da guerra. Um ponto fraco importante era o número limitado de armas modernas Krupp e du Bange.

## Os movimentos de abertura
A Sérvia declarou guerra em 13 de novembro de 1885 e cruzou a fronteira noroeste em três colunas. O exército principal avançou no centro (divisões de Šumadija, Danúbio e Drina). Ao sul ia a divisão Morava e ao norte a divisão Tiok. O plano era romper as defesas búlgaras e concentrar quatro divisões antes de Sófia.
Em resposta, Alexandre teve que mover seu exército da Rumélia Oriental para Sófia por todos os meios disponíveis, incluindo a única linha ferroviária limitada. Um regimento de infantaria marchou 95 km em 32 horas. As forças búlgaras ligeiras na fronteira sérvia conseguiram retardar o avanço sérvio em terrenos montanhosos que favoreciam a defesa. Aos poucos, reforços chegaram à posição defensiva previamente preparada em Slivnitsa, 30 km a noroeste de Sófia.

## Slivnitsa 17/19 de novembro de 1885
Alexandre chegou na noite do dia 16 para encontrar uma posição defensiva bem-preparada, tripulada por 9 batalhões, além de cerca de 2 000 voluntários e 32 canhões, comandados pelo major Guchev. A posição consistia em quase 4 km de trincheiras e redutos de artilharia de ambos os lados da estrada principal em um cume em frente à vila de Slivnitsa. À direita havia terreno montanhoso íngreme, enquanto a ala esquerda tinha o Visker Hills mais fácil em direção a Breznik.
As três divisões centrais sérvias também chegaram no dia 16 e pararam para se recuperar após a feroz ação de atraso búlgaro no Passe de Dragoman. A divisão Morava estava em Tran a alguma distância de seu objetivo Bresnik ao sul. O avanço do norte foi atolado ao longo do Danúbio.
A manhã do dia 17 veio com chuva e neblina, mas não o esperado ataque sérvio. Por volta das 10h, Alexandre ordenou que três batalhões avançassem pela direita. Eles surpreenderam a divisão do Danúbio, que acabou se reunindo e empurrando-os para trás. O principal ataque sérvio começou no centro, em grande parte sem apoio de artilharia, que tinha alcance insuficiente. O peso do fogo búlgaro os obrigou a recuar com cerca de 1.200 vítimas. Uma coluna de socorro liderada pelo capitão Benderev recapturou as alturas à direita e forçou a divisão do Danúbio de volta à estrada.
Ao amanhecer do dia 18, os sérvios atacaram o flanco esquerdo mais fraco da linha búlgara. Bem a tempo, dois batalhões do Regimento Preslav chegaram para reforçar a posição. Novos ataques no centro foram repelidos com pesadas baixas sérvias e Benderev capturou mais duas posições nas montanhas.
No dia 19, os sérvios concentraram duas divisões para um ataque à esquerda búlgara perto de Karnul (hoje Delyan, província de Sófia) em uma tentativa de se juntar à divisão Morava. No entanto, três batalhões de tropas búlgaras liderados pelo capitão Popov de Sófia mantiveram a divisão Morava nas colinas de Visker e o movimento de flanco falhou. Alexandre ordenou um contra-ataque que empurrou os sérvios de volta em ambos os flancos, embora o anoitecer tenha impedido um colapso completo.

## O avanço dos búlgaros
Slivnitsa foi a batalha decisiva da guerra. Os sérvios lutaram apenas contra ações limitadas de retaguarda enquanto recuavam e, em 24 de novembro, estavam de volta à Sérvia. A divisão Timok no norte continuou o cerco de Vidin até 29 de novembro.
O principal exército búlgaro cruzou a fronteira em duas divisões fortes (Guchev e Nikolaev) apoiadas por colunas de flanco e convergiram para Pirot. O exército sérvio cavou nas alturas a oeste da cidade. Em 27 de novembro, o exército búlgaro flanqueou a direita da posição sérvia com o príncipe Alexandre liderando pessoalmente o ataque final. Os sérvios foram derrotados e fugiram para Niš.
No dia 28, os austríacos intervieram e um cessar-fogo foi acordado. As baixas sérvias totalizaram 6 800 em comparação com 2 300 búlgaros. Fontes sérvias afirmam que as baixas nesta batalha totalizaram 3 000 para os sérvios contra 2 500 para os búlgaros, e 7 000 para os sérvios contra 5 000 para os búlgaros em toda a guerra. O Tratado de Bucareste de 1886 efetivamente confirmou a unificação da Bulgária. Infelizmente para o príncipe Alexandre, a Rússia continuou a se opor ao seu reinado e ele foi deposto pelos oficiais russófilos em agosto de 1886.